# Lecanopteris mirabilis
Lecanopteris mirabilis är en stensöteväxtart som beskrevs av Edwin Bingham Copeland. Lecanopteris mirabilis ingår i släktet Lecanopteris och familjen Polypodiaceae. Inga underarter finns listade.